# Italiens Grand Prix 1989
Italiens Grand Prix 1989 var det tolfte av 16 lopp ingående i formel 1-VM 1989.

## Resultat
1. Alain Prost, McLaren-Honda, 9 poäng
2. Gerhard Berger, Ferrari, 6
3. Thierry Boutsen, Williams-Renault, 4
4. Riccardo Patrese, Williams-Renault, 3
5. Jean Alesi, Tyrrell-Ford, 2
6. Martin Brundle, Brabham-Judd, 1
7. Pierluigi Martini, Minardi-Ford
8. Luis Pérez Sala, Minardi-Ford
9. Rene Arnoux, Ligier-Ford
10. Satoru Nakajima, Lotus-Judd (varv 51, upphängning)
11. Alex Caffi, BMS Scuderia Italia (Dallara-Ford) (47, motor)

### Förare som bröt loppet
- Andrea de Cesaris, BMS Scuderia Italia (Dallara-Ford) (varv 45, motor)
- Ayrton Senna, McLaren-Honda (44, motor)
- Nigel Mansell, Ferrari (41, växellåda)
- Bertrand Gachot, Onyx-Ford (38, kylare)
- Alessandro Nannini, Benetton-Ford (33, bromsar)
- Ivan Capelli, March-Judd (30, motor)
- Olivier Grouillard, Ligier-Ford (30, avgassystem)
- Nelson Piquet, Lotus-Judd (23, snurrade av)
- Jonathan Palmer, Tyrrell-Ford (18, motor)
- Derek Warwick, Arrows-Ford (18, bränslesystem)
- Nicola Larini, Osella-Ford (16, växellåda)
- Michele Alboreto, Larrousse (Lola-Lamborghini) (14, elsystem)
- Mauricio Gugelmin, March-Judd (14, gasspjäll)
- Philippe Alliot, Larrousse (Lola-Lamborghini) (1, snurrade av)
- Emanuele Pirro, Benetton-Ford (0, transmission)

### Förare som ej kvalificerade sig
- Stefano Modena, Brabham-Judd
- Eddie Cheever, Arrows-Ford
- Christian Danner, Rial-Ford
- Pierre-Henri Raphanel, Rial-Ford

### Förare som ej förkvalificerade sig
- Stefan "Lill-Lövis" Johansson, Onyx-Ford
- Gabriele Tarquini, AGS-Ford
- Roberto Moreno, Coloni-Ford
- Piercarlo Ghinzani, Osella-Ford
- Bernd Schneider, Zakspeed-Yamaha
- Aguri Suzuki, Zakspeed-Yamaha
- Oscar Larrauri, EuroBrun-Judd
- Yannick Dalmas, AGS-Ford
- Enrico Bertaggia, Coloni-Ford

## VM-ställning
| Förarmästerskapet 1. Alain Prost, McLaren-Honda, 71 2. Ayrton Senna, McLaren-Honda, 51 3. Nigel Mansell, Ferrari, 38 | Konstruktörsmästerskapet 1. McLaren-Honda, 122 2. Williams-Renault, 52 3. Ferrari, 44 |